# Rauisuchidae
Rauisuchidae é um grupo arcossauros predadores de grande porte (até 6 metros ou mais) do Triássico, e são os representantes avançados do grupo maior Rauisuchia. Há algum desacordo sobre os quais gêneros devem ser incluídos no Prestosuchidae, ou no Rauisuchidae, ou no Poposauridae, e na verdade se esses deveriam mesmo ser famílias distintas. Rauisuchideos ocorreu durante a maior parte do Triássico, e podem ter ocorrido no início do Triássico se alguns táxons de arcossauros como Scythosuchus e Tsylmosuchus forem considerados dentro da família.
Uma primeira análise cladística de arcossauros crocodilianos incluíram Lotosaurus, Fasolasuchus, Rauisuchus, e "o rauisuchid Kupferzell" (mais tarde chamado Batrachotomus) dentro Rauisuchidae. No entanto, um estudo posterior revelou que Batrachotomus estava mais intimamente relacionado com Prestosuchus e, portanto, era um prestosuchideo. Além disso, o Lotosaurus desdentados estão mais intimamente relacionado com a Ctenosauriscidae, um clado dos animais parecidos com o Dimetrodon com uma vela em suas costas.
Dois gêneros previamente classificados como poposaurideos, estão nos rauisuchideos de fato. Estes incluem Teratosaurus e Postosuchus.

## Lista
| Gênero            | Status | Idade               | Localização       | Descrição                                                               | Imagens |
| ----------------- | ------ | ------------------- | ----------------- | ----------------------------------------------------------------------- | ------- |
| - Arganasuchus    | Valido | Triássico Superior. | Africa.           | Nomeado para fósseis do Marrocos, onde foi descoberto, na Bacia Argaña. |         |
| - Dongusuchus     | Valido | Triássico Médio.    | Leste Europeu.    |                                                                         |         |
| - Fasolasuchus    | Valido | Triássico Superior. | América do Sul.   |                                                                         |         |
| - Fenhosuchus     | Valido | Triássico Inferior. | China.            |                                                                         |         |
| - Heptasuchus     | Valido | Triássico Superior. | América do Norte. |                                                                         |         |
| - "Hoplitosaurus" | Valido |                     |                   | indefinição com o ankylosauriano dinossauro Hoplitosaurus               |         |
| - Jushatyria      | Valido | Triássico Médio.    | Leste Europeu.    |                                                                         |         |
| - Luperosuchus    | Valido | Triássico Médio.    | América do Sul.   |                                                                         |         |
| - Postosuchus     | Valido | Triássico Superior. | América do Norte. |                                                                         |         |
| - Procerosuchus   | Valido |                     |                   |                                                                         |         |
| - Rauisuchus      | Valido |                     |                   |                                                                         |         |
| - Stagonosuchus   | Valido |                     |                   |                                                                         |         |
| - Teratosaurus    | Valido | Triássico Superior. | Europe.           |                                                                         |         |
| - Tikisuchus      | Valido | Triássico Superior. | India.            |                                                                         |         |
| - Tsylmosuchus    | Valido | Triássico Inferior. | Leste Europeu.    |                                                                         |         |
| - Vjushkovisaurus | Valido | Triássico Médio.    | Leste Europeu.    |                                                                         |         |